# Шато сир Ет
Шато сир Ет (фр. Château-sur-Epte) насеље је и општина у северној Француској у региону Горња Нормандија, у департману Ер која припада префектури Andelys.
По подацима из 2011. године у општини је живело 588 становника, а густина насељености је износила 127,83 становника/km². Општина се простире на површини од 4,6 km². Налази се на средњој надморској висини од 140 метара (максималној 134 m, а минималној 31 m).

## Демографија
| 1962. | 1968. | 1975. | 1982. | 1990. | 1999. | 2011. |
| ----- | ----- | ----- | ----- | ----- | ----- | ----- |
| 369   | 404   | 410   | 357   | 632   | 661   | 588   |

График промене броја становника у току последњих година